# 小田原町 (名古屋市)
小田原町（おだはらちょう）は、愛知県名古屋市中区の地名。

## 歴史

### 町名の由来
繁盛していた江戸の肴屋町にあやかって、その通称であった小田原河岸・小田原町を採ったものであるという。

### 沿革
- 江戸時代 - 慶長年間に清洲越しにより、名古屋城下町の東一丁目として成立する[2]。1653年（承応元年）、1640年（寛永17年）もしくは1648年（慶安元年）に小田原町と改称したとされる[2]。
- 1878年（明治11年）12月20日 - 名古屋区成立に伴い、同区小田原町となる[3]。
- 1889年（明治22年）10月1日 - 名古屋市成立に伴い、同市小田原町となる[3]。
- 1908年（明治41年）4月1日 - 西区成立に伴い、同区小田原町となる[1]。
- 1912年（大正元年）
  - 10月 - 料理業の合名会社河文が設立される[4]。
  - 11月14日 - 大正土地株式会社が資本金100万円で設立される[5]。社長に加藤重三郎[5]。
  - 12月 - 中央印刷株式会社名古屋支店が設置される[6]。
- 1944年（昭和19年）2月11日 - 栄区成立に伴い、同区小田原町となる[1]。
- 1945年（昭和20年）11月3日 - 栄区廃止に伴い、中区小田原町となる[1]。
- 1966年（昭和41年）3月20日 - 住居表示実施に伴い、丸の内二丁目に編入され消滅[1]。

### 字一覧
1932年（昭和7年）愛知県教育会発行『明治十五年愛知県郡町村字名調』による名古屋区小田原町の字。
- 魚（うお）ノ棚（たな）[7]

### WEB
1. ↑  総務省総合通信基盤局電気通信事業部電気通信技術システム課番号企画室 (2014年4月3日). “市外局番の一覧” (PDF).   総務省. p. 7. 2015年5月23日閲覧。
2. ↑  “管轄区域”.   愛知県自動車会議所. 2021年9月23日閲覧。

### 書籍
1. 1 2 3 4 5  福岡清彦 1976, p. 15.
2. 1 2 3  名古屋市計画局 1992, p. 331.
3. 1 2  名古屋市計画局 1992, p. 779.
4. ↑  名古屋市会事務局 1963, p. 186.
5. 1 2  名古屋市会事務局 1963, p. 187.
6. ↑  名古屋市会事務局 1963, p. 192.
7. ↑  名古屋市計画局 1992, p. 915.